# ツバキアンナ
ツバキ アンナ（1970年2月27日 - ）は、日本の漫画家、浮世絵師である。東京都を拠点に活動している。

## 経歴
1984年に雑誌『別冊マーガレット』で少女漫画家としてデビュー。1993年、早稲田大学法学部卒業後はOLとして働きながら、漫画家を続ける。1998年、フジテレビの音楽番組『FACTORY』をきっかけに一枚画の仕事に専念。その後、浮世絵師に転身。劇団☆新感線のポスターやオニツカタイガーの広告などを手がけた。2009年、ナンバーガールのライヴDVD『Live at Factory』のジャケットのイラストを手がける。2014年、ホノルル美術館開催の『Modern Love: 20th-Century Japanese Erotic Art』展に作品が出品される。同年、樽酒専門店しずく屋の「デザイナーズ樽酒」第1弾のイラストを描き下ろした。

## 著書
- 歌は世につれキミにつれ（1996年、集英社）
- サイケな夏を横浜で（1997年、集英社）
- ウワサになりたい!（1998年、集英社）
- とかく浮世はラブ&ロック（1998年、集英社）
- ツバキアンナ絵巻 江戸当世若衆百景（2001年、アスペクト）
- Tsubaki Anna FACTORY（2007年、扶桑社）
- ツバキアンナ絵巻 江戸当世若衆百景 R（2008年、アスペクト）